# Ватра (ансамбль)
«Ватра» (Муниципальный ансамбль народной музыки и танца «Ватра») — ансамбль народной музыки и танца города Тирасполя, основанный в 1995 году. Ватра в переводе с молдавского языка означает «очаг».

## История

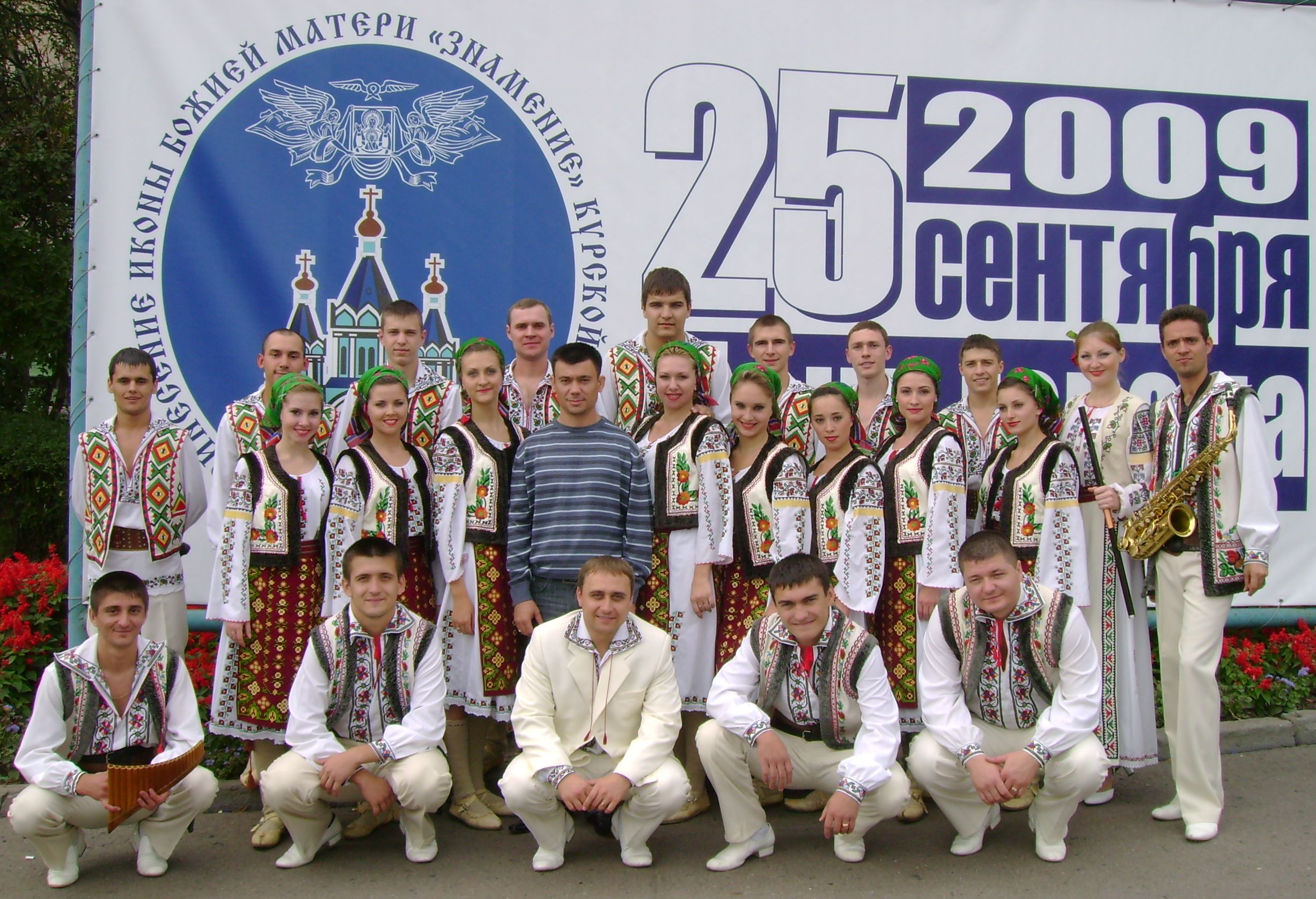
Гастроли по России (2009)

Коллектив был организован в 1995 году. У истоков его создания стоял Заслуженный работник культуры ПМР, директор городского Дворца культуры Дмитрий Зиновьевич Дарадур.
Первые руководители коллектива:
- Выпускник Приднестровского высшего музыкального колледжа — Павел Дашков;
- Отличный работник культуры МССР — Нина Брынзан.

В разные годы руководителями ансамбля танца и оркестра народной музыки были Марина Михайлова, Лазарь Калоев, Вячеслав Токарев.
С 1999 по настоящее время руководит коллективом Заслуженный работник культуры ПМР Дмитрий Степанович Станев.
В 1997 году ансамблю был присвоен статус Муниципального коллектива, а в 2000 и 2003 годах коллектив успешно подтвердил ранее присвоенное почетное звание «народный».
В 2009 году за активную деятельность и высокий уровень исполнительского мастерства, муниципальному ансамблю народной музыки и танца «Ватра» присвоено звание «Заслуженный художественный коллектив».
В составе ансамбля более 30 человек, талантливая молодежь, любящая и понимающая важность сохранения национальной культуры родного края.

## Репертуар ансамбля
Гордостью коллектива является насыщенный и разнообразный репертуар. Учитывая поликультурность Приднестровья, естественным стало воплощение хореографических традиций народов, проживающих на территории республики:
- мужественный и нежный болгарский танец;
- изящный танец девушек «Хора фетелор»;
- шуточный танец Оашского края;
- колоритный русский танец;
- яркий зажигательный танец бессарабских цыган;
- красочный украинский танец;
- темпераментные молдавские танцы.

## Оркестр
Ансамбль «Ватра» выступает под аккомпанемент оркестра молдавской народной музыки-тарафа, в составе которого традиционные национальные инструменты: скрипка, аккордеон, цимбалы, контрабас, труба, най, флуер, кавал, окарина. В репертуаре оркестра колоритная национальная музыка. Дирижер — Сергей Михайлович Захаров.

## Достижения

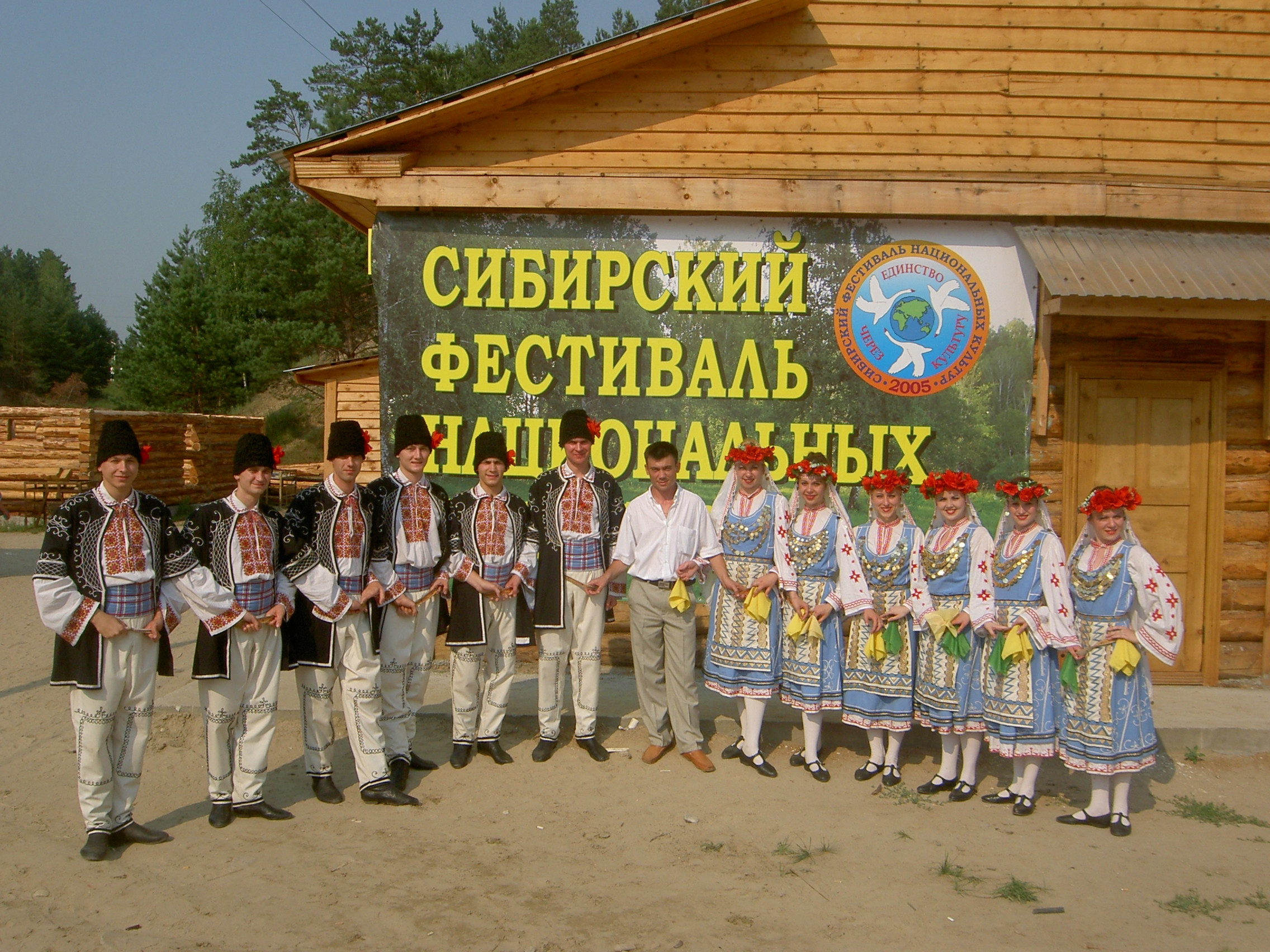
Сибирский фестиваль национальных культур

Коллектив является Дипломантом и Лауреатом республиканских фестивалей и конкурсов, а также фестивалей народного творчества, проводимых в городах Тернополь, Белая Церковь, Айленбург (Германия), Новосибирск, Обнинск, Курск, Катар, Москва, Смоленск.
За вклад в развитие хореографической национальной культуры коллектив неоднократно награждался премией имени Заслуженного деятеля искусств МССР Бориса Решетникова.
За высокий профессионализм и активную творческую деятельность коллектив награждён Благодарственным письмом и грамотой Президента Приднестровской Молдавской Республики.
9 марта 2013 года Министерство иностранных дел ПМР отметило наградой танцевальный коллектив «Ватра». Нагрудный знак «За вклад в развитие международных связей» был вручен заслуженному работнику культуры ПМР, художественному руководителю и балетмейстеру Заслуженного муниципального ансамбля танца и народной музыки «Ватра» Дмитрию Станеву.
На XXXIV-ой Церемонии вручения профессиональных призов и премий работникам культуры города Тирасполя по итогам 2013 года, прошедшей 21 февраля 2014 года, коллектив получил награду в номинации «Лучший творческий коллектив года и лучший руководитель творческого коллектива».

## В филателии
27 июня 2015 года состоялось специальное гашение почтовой марки ПМР, посвященной 20-летию ансамбля.